# Ian Wisdom
Ian Wisdom Pestana (Lima, 14 de septiembre de 2005) es un futbolista peruano que juega de mediocampista en el C. Sporting Cristal de la Liga 1. 

## Trayectoria
Ian comenzó su carrera futbolística desde muy pequeño en el Club de Regatas Lima, en el que era titular del equipo que competía en la Copa Regatas de Fútbol, importante campeonato de menores de la ciudad de Lima.
En el año 2018, a los 12 años, fue aceptado en el Club Sporting Cristal y jugó el campeonato oficial de menores de la Federación Peruana de Futbol, llamado Copa Federación, en la división Elite Oro, el cual jugó hasta el año 2022. Ian fue bicampeón de la Copa Federación en las temporadas 2021 y 2022.
En el año 2022, con tan solo 17 años, Ian pasó a jugar por el equipo de reservas de Sporting Cristal, participando en el Campeonato Nacional de Reservas de Perú, saliendo campeón en la temporada 2023.
En 2022, Sporting Cristal fue invitado a la Copa Evo, campeonato U17 desarrollado en Bolivia, lo que le permitió competir en fase de grupos con equipos de alto nivel como Sao Paulo de Brasil. En ese campeonato avanzaron a 4tos de final, donde enfrentaron a Boca Juniors de Argentina.
En 2023, siempre con Sporting Cristal, Ian participó en la Copa Mitad Del Mundo, Competencia para equipos U18 organizado por Independiente del Valle de Ecuador, haciendo grupo con U católica de Chile, Selección U17 de Ecuador y el Bragantino de Brasil. Aunque el equipo tuvo actuaciones destacadas, no lograron superar la fase de grupos.
Además de jugar para el plantel profesional de Sporting Cristal, Ian ha sido convocado a las selecciones Sub-20 y Sub-23 de Perú. Con la selección Sub-23 participó en el Torneo Preolímpico 2024 disputado en Venezuela en enero de 2024. Aunque el equipo peruano no logró conseguir uno de los dos cupos para Francia 2024, Ian tuvo una destacada participación con tan solo 18 años.

## Estadísticas
| Club | Div.          | Temporada     | Liga  | Liga  | Copas nacionales(1) | Copas nacionales(1) | Torneos internacionales(2) | Torneos internacionales(2) | Total(3) | Total(3) |
| Club | Div.          | Temporada     | Part. | Goles | Part.               | Goles               | Part.                      | Goles                      | Part.    | Goles    |
| --- | ------------- | ------------- | ----- | ----- | ------------------- | ------------------- | -------------------------- | -------------------------- | -------- | -------- |
| Sporting Cristal · Perú | 1.ª           | 2024          | 8     | 0     | —                   | —                   | 1                          | 0                          | 9        | 0        |
| Sporting Cristal · Perú | 1.ª           | 2025          | 16    | 2     | —                   | —                   | 2                          | 0                          | 18       | 2        |
| Sporting Cristal · Perú | Total club    | Total club    | 24    | 2     | 0                   | 0                   | 3                          | 0                          | 27       | 2        |
| Total carrera | Total carrera | Total carrera | 24    | 2     | 0                   | 0                   | 3                          | 0                          | 27       | 2        |
| (1) Incluye datos de Copa Bicentenario. (2) Incluye datos de la Copa Libertadores y Copa Sudamericana. (3) No incluye goles en partidos amistosos. |               |               |       |       |                     |                     |                            |                            |          |          |